# Sigillo delle Isole Marianne Settentrionali
Il sigillo delle Isole Marianne Settentrionali prende ispirazione da quello della Organizzazione delle Nazioni Unite, poiché le Isole Marianne Settentrionali furono un'amministrazione fiduciaria delle Nazioni Unite. Sul campo blu è posta una stella bianca e un ladle, proprio del popolo Chamorro.
L'aggiunta della ghirlanda o mwarmwar fu del 1981, a nota della sua storia.